# John L. Whitehead Jr.
John Lyman Whitehead Jr. (né le 14 mai 1924 à Lawrenceville et mort le 6 septembre 1992 à Sacramento), surnommé Mr. Death (« Monsieur mort »), est un aviateur militaire américain.
Il sert pendant la Seconde Guerre mondiale dans les Tuskegee Airmen, la guerre de Corée et la guerre du Viêt Nam.
En tant qu'Afro-Américain, il est le premier à être diplômé de l'École des pilotes d'essai de l'United States Air Force, l'un des premiers à devenir instructeur de pilote pour avion à réaction et le premier à piloter le bombardier Boeing B-47 Stratojet.